# Sedna (mitología)

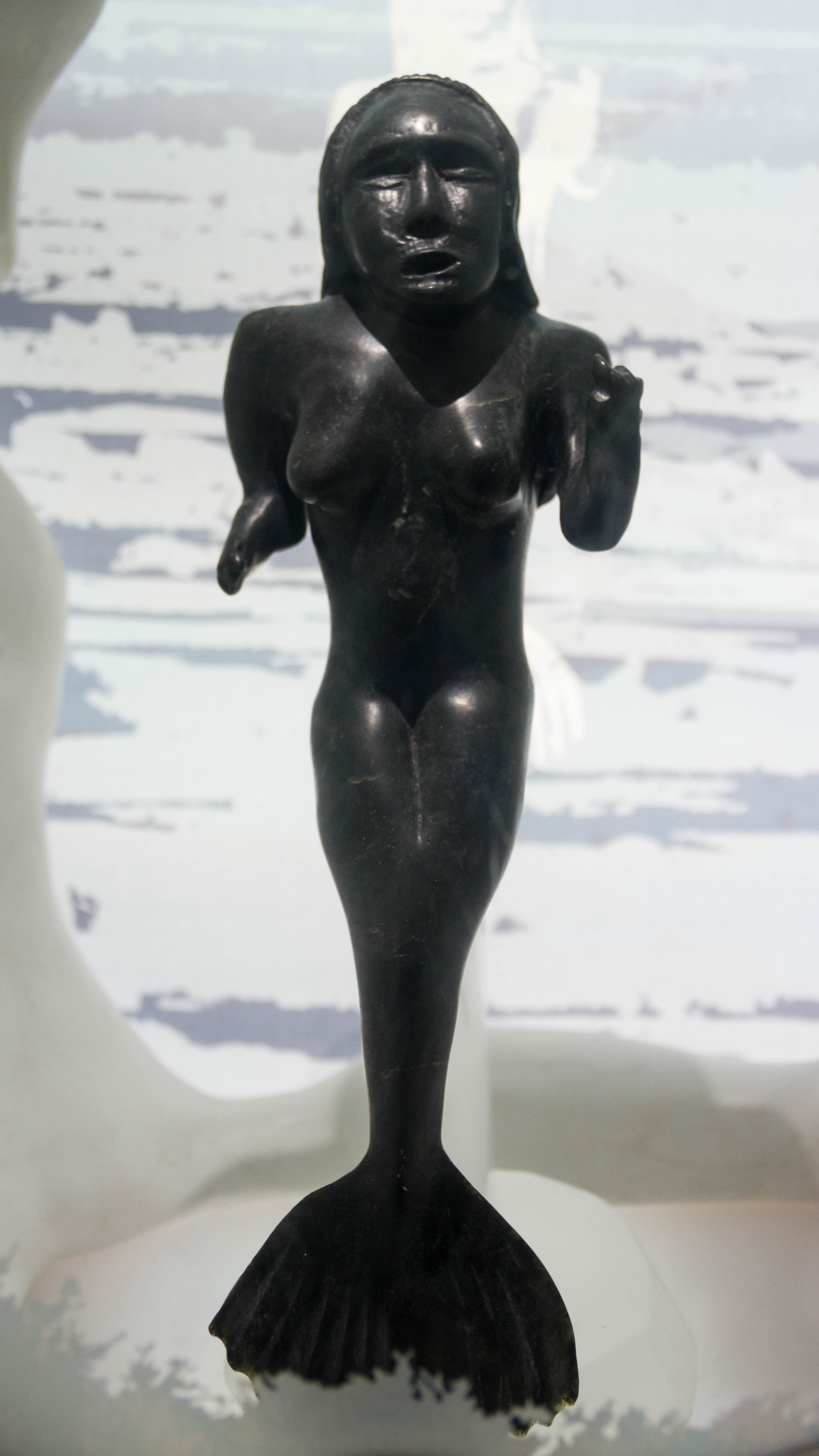

Sedna es una deidad femenina perteneciente a la mitología inuit. Es un espíritu marino que vive en el fondo del mar, en una región llamada Adliden, donde llegan las almas de los muertos para ser enjuiciados. Es la creadora de todos los animales marinos. Se muestra hostil a los seres humanos: cuando estos actúan mal, Sedna les envía mal tiempo, fracaso en la caza y enfermedades.
Sedna es una diosa legendaria del pueblo inuit que aún hoy es muy conocida, existiendo tantas versiones de su mito como pueblos esquimales.

## Leyenda de Sedna

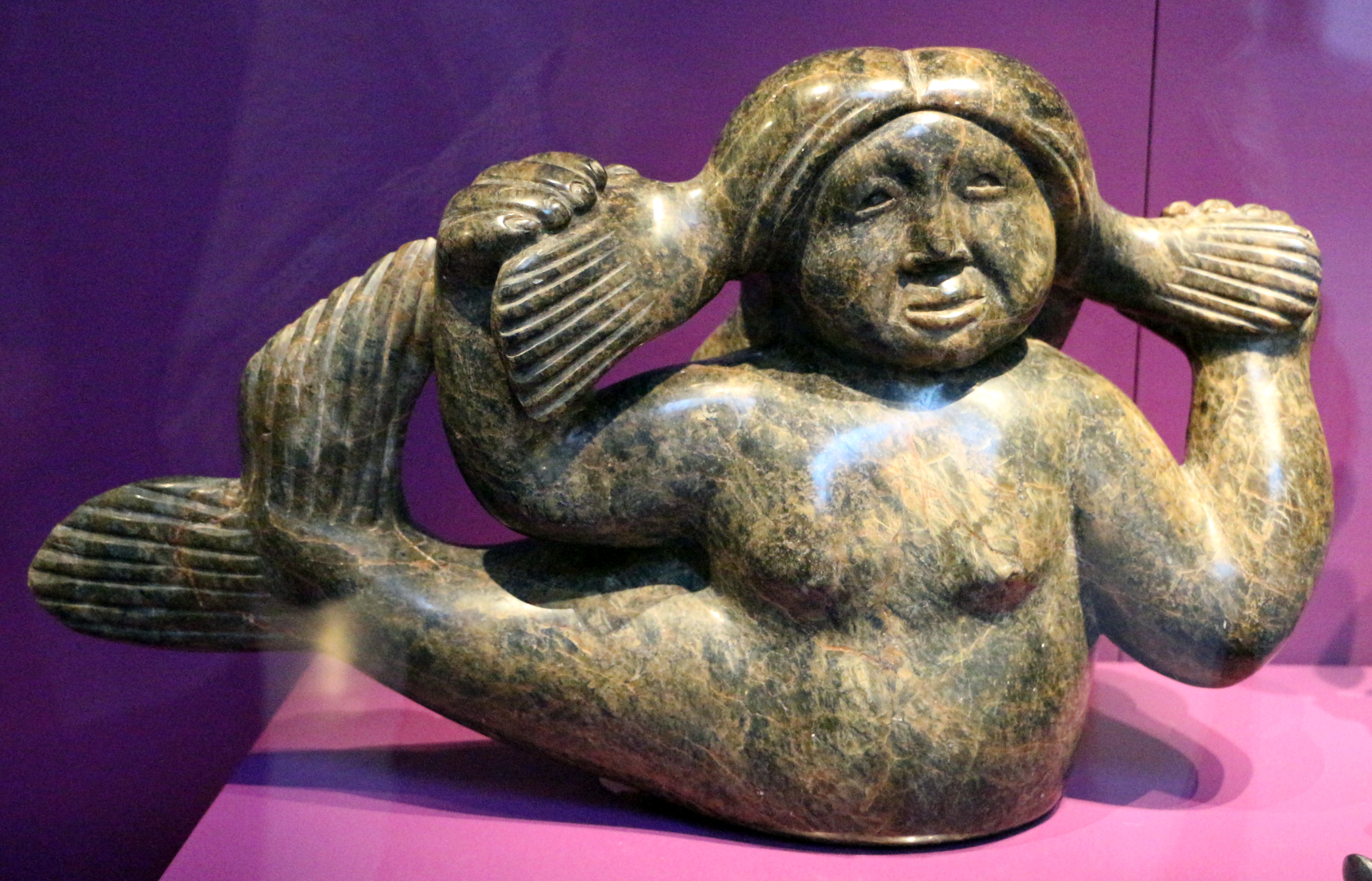
Escultura de Senda ubicada en el museo nacional de Finlandia.

En una isla lejana una hermosa joven vivía solitaria con su padre viudo. Cuando tuvo la edad suficiente, todos quisieron desposarla pero ella no quería a ninguno. Sin embargo, un día vio aparecer en el horizonte un barco, cuyo capitán, un apuesto extranjero, la sedujo y se marchó con ella.
Más tarde la joven se daría cuenta de que el capitán era en realidad un chamán (según otras versiones, el capitán sería un ave mágica, un hombre-ave o un perro).
Después de un tiempo, su padre oyó quejidos más allá del mar: era su hija arrepentida, desesperada al conocer la identidad de su amado, pues estaba siendo maltratada. Embarcó entonces sobre su kayak para ir a buscarla y tras recuperarla, se hizo a la mar con ella.
Viendo a Sedna huir, el chamán, dotado de poderes sobrenaturales, ordenó al mar abrirse y desencadenó una furiosa tempestad. El padre de Sedna, atemorizado, accedió (a lo que se cree) a la voluntad del mar que reclamaba a su hija, y la lanzó al mar. Pero ella logró salir a la superficie, e intentó aferrarse al borde del barco. Como ponía la embarcación en peligro, el padre cortó los dedos de su hija con un hacha, que se convirtieron en peces y focas pequeñas, así como los pulgares y las manos, que se transformaron en okuj o focas de las profundidades, morsas, ballenas y todos los animales marinos.
Así el océano calmó la furia desatada por el chamán, y Sedna se hundió en el fondo, donde todavía reside como la diosa del mar.